# 1433
سنة 1433 كانت سنة بسيطة تبدأ يوم الخميس (الرابط يظهر نموذج التقويم الكامل للسنة) من التقويم اليولياني.

## مواليد
- شتيفان الكبير
- ابن العيني

## وفيات
- تشنغ خه